# Bekir İrtegün
Bekir İrtegün, né le 20 avril 1984 à Elazığ, est un ancien footballeur international turc évoluant au poste de défenseur.

## Biographie

### Club
Il est tout d'abord formé dans le club turc du Gaziantep BB. Après 1 saison là bas, il décide de passer chez le club voisin, Gaziantepspor. Il y évoluera pendant une durée de 7 ans où il deviendra un titulaire indiscutable. Entre-temps, lors de la saison 2002-2003, il est prêté dans son club formateur (Gaziantep BB) pour un an. À la fin de la saison 2008-2009, il tape dans l'œil de Fenerbahçe SK  qui n'a pas besoin de dépenser le moindre sous pour s'approprier le joueur, celui-ci étant en fin de contrat.

### Problèmes judiciaires
Le 13 juin 2018, durant les purges suivant la tentative de coup d'État de 2016 en Turquie, il fait partie d'un groupe de 6 ex-footballeurs - avec Zafer Biryol, Ömer Çatkıç, Uğur Boral, Ersin Güreler et Ismail Sengül - accusés d'être liés à la tentative de putsch, car ils seraient « le bras footballistique » de Fethullah Gülen. Ils risquent tous entre 7 ans et demi et 15 ans de prison pour « appartenance à un groupe terroriste ».

## Palmarès

### AvecFenerbahçe
- Supercoupe de Turquie : 2009
- Turkcell Süper Lig : 2011
- Coupe de Turquie : 2012
- Championnat de Turquie : 2014